# Yassine Halim
Yassine Halim (Maastricht, 10 april 1990) is een Marokkaans-Nederlands voetballer die als middenvelder voor onder andere Fortuna Sittard speelde.

## Carrière
Yassine Halim speelde in de jeugd van VV Scharn en Fortuna Sittard. Hij debuteerde voor Fortuna Sittard op 18 september 2009, in de met 2-0 verloren uitwedstrijd tegen BV De Graafschap. Hij kwam in de 80e minuut in het veld voor Taner Taktak. In het seizoen erna speelde hij nog een wedstrijd voor Fortuna, waarin met 3-1 werd verloren bij AGOVV. In 2011 vertrok Halim bij Fortuna, en speelde sindsdien voor de Belgische amateurclubs Excelsior Veldwezelt, FC Apollo 74 Gellik, Bregel Sport, Union FC Rutten, FC Heur-Tongeren en Victoria VV 's Herenelderen. Ook speelt hij sinds 2013 zaalvoetbal bij ZVC PIBO Hoeselt.

### Statistieken
| Seizoen                     | Club            | Land           | Competitie     | Competitie | Competitie | Beker | Beker | Totaal | Totaal |
| Seizoen                     | Club            | Land           | Competitie     | Wed.       | Dlp.       | Wed.  | Dlp.  | Wed.   | Dlp.   |
| --------------------------- | --------------- | -------------- | -------------- | ---------- | ---------- | ----- | ----- | ------ | ------ |
| 2009/10                     | Fortuna Sittard | Nederland      | Eerste divisie | 1          | 0          | 0     | 0     | 1      | 0      |
| 2010/11                     | Fortuna Sittard | Nederland      | Eerste divisie | 1          | 0          | 0     | 0     | 1      | 0      |
| Carrièretotaal              | Carrièretotaal  | Carrièretotaal | Carrièretotaal | 2          | 0          | 0     | 0     | 2      | 0      |
| Bijgewerkt op 30 maart 2018 |                 |                |                |            |            |       |       |        |        |